# Страшув (Любуське воєводство)
Страшув (пол. Straszów, нім. Groß Selten) — село в Польщі, у гміні Пшевуз Жарського повіту Любуського воєводства.
Населення — 276 осіб (2011).
У 1975-1998 роках село належало до Зеленогурського воєводства.

## Демографія
Демографічна структура станом на 31 березня 2011 року:
|          | Загалом | Допрацездатний вік | Працездатний вік | Постпрацездатний вік |
| -------- | ------- | ------------------ | ---------------- | -------------------- |
| Чоловіки | 136     | 27                 | 102              | 7                    |
| Жінки    | 140     | 25                 | 89               | 26                   |
| Разом    | 276     | 52                 | 191              | 33                   |